# Paladina
Paladina är en ort och kommun i provinsen Bergamo i regionen Lombardiet i Italien. Kommunen hade 4 063 invånare (2018).